# Liste der Provinzialstraßen in der Provinz Overijssel
Die Liste der Provinzialstraßen in der Provinz Overijssel ist eine Auflistung der Provinzialstraßen (niederländisch: provinciale wegen) in der niederländischen Provinz Overijssel.
Die Provinzialstraßen tragen eine N-Nummer. Es gibt aber auch nicht gekennzeichnete Provinzialstraßen. Bei den mit einer N-Nummer versehenen Provinzialstraßen werden zwei Klassen unterschieden. Die Provinzialstraßen erster Ordnung tragen in Overijssel dreistellige N-Nummern, die mit der Ziffer 3 beginnen, diejenigen zweiter Ordnung beginnen in Overijssel mit der Ziffer 7.
Die erlaubte Höchstgeschwindigkeit beträgt innerhalb geschlossener Ortschaften 50 km/h. Außerhalb geschlossener Ortschaften beträgt sie in der Regel 80 km/h.

## Provinzialstraßen erster Ordnung
Der Straßenverlauf wird in der Regel von Nord nach Süd und von West nach Ost angegeben.
| Nr.   | Verlauf |
| ----- | --- |
| N 307 | (N 307 in der Provinz Flevoland) – Provinzgrenze – – Kampen – N 763 – N 764 |
| N 315 | (N 315 in der Provinz Gelderland) – Provinzgrenze – |
| N 331 | (N 331 in der Provinz Flevoland) – Provinzgrenze – Vollenhove – N 762 – Zwartsluis – N 334 – Hasselt – N 377 – N 759 – N 764 – in Zwolle                                                              |
| N 332 | N 348 in Raalte – Heeten – Nieuw-Heeten – N 344 – Holten – – Provinzgrenze – (N 332 in der Provinz Gelderland)                                                                                        |
| N 333 | (N 333 in der Provinz Flevoland) – Provinzgrenze – Blokzijl – N 334 – Steenwijk – in Havelterberg |
| N 334 | – N 761 – Steenwijk – N 333 – Giethoorn – Blauwe Hand – N 762 – N 375 – N 331 in Zwartsluis |
| N 337 | in Zwolle – Windesheim – Wijhe – N 756 – Den Nul – Olst – N 344 in Deventer |
| N 338 | (N 338 in der Provinz Gelderland) – Provinzgrenze – ohne Ort, ohne Abzweig einer klassifizierten Straße – Provinzgrenze – (N 338 in der Provinz Gelderland)                                           |
| N 340 | in Zwolle – N 758 – N 757 – Oudleusen – /N 347/N 348 in Ommen |
| N 341 | N 347 – Den Ham – N 751 – Vroomshoop – N 750 – – Sibculo – N 343 in Kloosterhaar |
| N 342 | ( in Deutschland) – Staatsgrenze – Noord Deurningen – Denekamp – N 349 – N 735 – Oldenzaal – N 343 –                                                                                                  |
| N 343 | N 377 in Slagharen – Hardenberg – – Bergentheim – Kloosterhaar – N 341 – Bruinehaar – N 747 – Tubbergen – N 746 – N 745 – Fleringen – N 349 – Weerselo – N 342 in Oldenzaal                           |
| N 344 | (N 344 in der Provinz Gelderland) – Provinzgrenze – Deventer – N 348 – Pieriksmars – N 332 – Holten – N 350                                                                                           |
| N 346 | (N 346 in der Provinz Gelderland) – Provinzgrenze – N 754 – N 824 – N 347 – Goor – N 741 – Delden – in Hengelo                                                                                        |
| N 347 | /N 340/N 348 in Ommen – N 341 – Nieuwebrug – Lemele – Hankate – Hellendoorn – – Nijverdal – Rijssen – N 350 – – N 346 – Goor – Hengevelde – N 740 – N 739 in Haaksbergen                              |
| N 348 | N 348 in Ommen – Lemelerveld – – Raalte – N 756 – N 332 – N 766 – Frieswijk – Deventer – N 344 – – Provinzgrenze am südwestlichen Straßenrand – Provinzgrenze – (N 348 in der Provinz Gelderland)     |
| N 349 | – Almelo – N 743 – Mariaparochie – N 746 – N 744 – Albergen – N 745 – N 343 – Fleringen – N 736 – Ootmarsum – Tilligte – N 342 in Denekamp                                                            |
| N 350 | in Wierden – Huurne – N 347 – Rijssen – Holten – N 344 – |
| N 351 | (N 351 in der Provinz Fryslân) – Provinzgrenze – Kuinre – N 761 – Provinzgrenze – (N 351 in der Provinz Flevoland)                                                                                    |
| N 375 | N 334 – Provinzgrenze – (N 375 in der Provinz Drenthe) |
| N 377 | N 331 in Hasselt – – Nieuwleusen – Balkbrug – – Dedemsvaart – Provinzgrenze kurzzeitig an der nördlichen Straßengrenze – N 343 – Slagharen – De Krim – Provinzgrenze – (N 377 in der Provinz Drenthe) |

## Provinzialstraßen zweiter Ordnung
Der Straßenverlauf wird in der Regel von Nord nach Süd und von West nach Ost angegeben.
| Nr.   | Verlauf |
| ----- | --- |
| N 731 | (von der L 510 in Nordrhein-Westfalen, Deutschland) – Staatsgrenze – Overdinkel – Losser – N 734 – Glane – Glane-Beekhoek – Glanerbrug |
| N 732 | N 737 in Enschede – N 733 – N 734 in Losser                                                                                            |
| N 733 | N 734 in Oldenzaal – – Lonneker – N 732                                                                                                |
| N 734 | N 733 in Oldenzaal – Losser – N 732 – N 731                                                                                            |
| N 735 | N 342 in Oldenzaal – in De Lutte |
| N 736 | N 349 in Ootmarsum – Rossum – N 343 in Oldenzaal                                                                                       |
| N 737 | N 738 in Deurningen – Hengelo – N 732 in Enschede                                                                                      |
| N 738 | N 343 in Weerselo – Deurningen – N 737 – Hengelo                                                                                       |
| N 739 | in Hengelo – Beckum – N 347 in Haaksbergen                                                                                             |
| N 740 | N 741 in Delden – Bentelo – N 347 – Hengevelde – Provinzgrenze – (N 740 in der Provinz Gelderland)                                     |
| N 741 | N 349 in Almelo – Bornerbroek – N 346 – N 742 – N 740 in Delden                                                                        |
| N 742 | Borne – N 741 in Delden |
| N 743 | N 349 in Almelo – Zenderen – N 744 – Borne – in Hengelo                                                                                |
| N 744 | N 349 in Albergen – N 743 in Zenderen                                                                                                  |
| N 745 | N 343 in Tubbergen – N 349 in Albergen                                                                                                 |
| N 746 | N 343 in Tubbergen – Harbrinkhoek – N 349 in Mariaparochie                                                                             |
| N 747 | N 748 in Geesteren – N 343 |
| N 748 | in Vriezenveen – N 747 in Geesteren |
| N 749 | N 750 in Vriezenveen – Wierden |
| N 750 | N 341 in Vroomshoop – Daarlerveen – Hooge-Hexel – N 749 in Vriezenveen                                                                 |
| N 751 | N 341 in Den Ham – Daarle – in Wierden                                                                                                 |
| N 752 | Rijssen – Elsen – Schoolbuurt – Pothoek – N 753/N 754/N 755 in Markelo                                                                 |
| N 753 | N 752/N 754/N 755 in Markelo – Goor – N 346                                                                                            |
| N 754 | N 752/N 753/N 755 in Markelo – Stokkum – N 346                                                                                         |
| N 755 | /N 350 – N 752/N 753/N 754 in Markelo                                                                                                  |
| N 756 | N 337 in Wijhe – Tongeren – N 348 in Raalte                                                                                            |
| N 757 | N 341 in Den Ham – Daarle – in Wijthmen – Emmen bei Hoonhorst – Dalfsen – N 340                                                        |
| N 758 | N 340 in Zwolle – Ruiterveen – N 377 in Nieuwleusen                                                                                    |
| N 759 | Genemuiden – N 331 in Hasselt |
| N 760 | Genemuiden – Grafhorst – IJsselmuiden – N 765 – N 764                                                                                  |
| N 761 | N 351 in Kuinre – Ossenzijl – Oldemarkt – Paasloo – Witte Paarden – N 334                                                              |
| N 762 | N 331 in Vollenhove – Ronduite – N 334 in Blauwe Hand                                                                                  |
| N 763 | N 307 in Kampen – N 764 – De Zande – Provinzgrenze – (N 763 in der Provinz Gelderland)                                                 |
| N 764 | in Kampen – N 307 – N 763 – Veecaten – N 331 in Zwolle                                                                                 |
| N 765 | – Kampereiland – N 760 in IJsselmuiden                                                                                                 |
| N 766 | N 348 – N 337 in Deventer |
| N 794 | N 337 in Zwolle – Provinzgrenze – (N 794 in der Provinz Gelderland)                                                                    |
| N 852 | (N 852 in der Provinz Drenthe) – Provinzgrenze – N 377 in Slagharen                                                                    |
| N 855 | (N 855 in der Provinz Drenthe) – Provinzgrenze – Eeswijk – in Steenwijk                                                                |